# Berkley (Massachusetts)
Pour les articles homonymes, voir Berkley.
Berkley est une ville du Comté de Bristol au Massachusetts, fondée en 1638.
Sa population était de 6 411 habitants en 2010.